# Castalia (Ohio)
Castalia es una villa ubicada en el condado de Erie en el estado estadounidense de Ohio. En el Censo de 2010 tenía una población de 852 habitantes y una densidad poblacional de 312,4 personas por km².

## Geografía
Castalia se encuentra ubicada en las coordenadas 41°24′16″N 82°48′5″O / 41.40444, -82.80139. Según la Oficina del Censo de los Estados Unidos, Castalia tiene una superficie total de 2.73 km², de la cual 2.7 km² corresponden a tierra firme y (0.85%) 0.02 km² es agua.

## Demografía
Según el censo de 2010, había 852 personas residiendo en Castalia. La densidad de población era de 312,4 hab./km². De los 852 habitantes, Castalia estaba compuesto por el 97.07% blancos, el 0.12% eran afroamericanos, el 0.35% eran amerindios, el 0.12% eran asiáticos, el 0% eran isleños del Pacífico, el 0.7% eran de otras razas y el 1.64% pertenecían a dos o más razas. Del total de la población el 3.29% eran hispanos o latinos de cualquier raza.